# 巴尔巴尼亚
巴尔巴尼亚'（意大利语：Barbania），是意大利皮埃蒙特大区都灵省的一个市镇。人口1632(2010年12月31日)。